# Стародубцевы
 Стародубцевы  — деревня в Шабалинском районе Кировской области. Входит в состав Новотроицкого сельского поселения.

## География
Расположена на расстоянии примерно 12 км по прямой на север от райцентра поселка Ленинского у южной окраины села Новотроицкое.

## История
Известна была с 1873 года как займище Акимовское (Стародубцовское), где дворов 4 и жителей 26, в 1905 (починок Акимовский или Стародубцевы) 13 и 49, в 1926 (деревня Стародубцевы или Акимовское) 16 и 117, в 1950 17 и 53, в 1989 94 жителя.

## Население
Постоянное население составляло 54 человека (русские 94%) в 2002 году, 41 в 2010.